# André Leducq

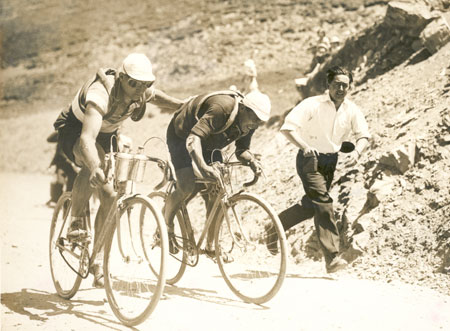
Georges Speicher, ajudando André Leducq, no Tour de France de 1933.

Andre Leducq (Seine-Saint-Denis, 27 de fevereiro de 1904 – Marselha, 18 de junho de 1980) foi um ciclista francês e campeão olímpico no ciclismo de estrada em 1924.

## Carreira
Conhecido pelo seu bom humor, participou de nove Tour de France, vencendo 25 etapas tendo sido o vencedor em 1932 e 1930.
Após a sua aposentadoria como cilista, fundou e dirigiu uma equipe de ciclismo profissional durante a década de 1950.

## Resultados – Tour de France
- Tour de France 1927: 4º classificação geral, vencedor de 3 etapas
- Tour de France 1928: 2º classificação geral, vencedor de 4 etapas
- Tour de France 1929: 11º classificação geral, vencedor de 5 etapas
- Tour de France 1930: Vencedor geral da competição, vencedor de 2 etapas
- Tour de France 1931: 10º classificação geral,vencedor de 1 etapa
- Tour de France 1932: Vencedor geral da competição, vencedor de 6 etapas
- Tour de France 1933: 31º classificação geral, vencedor de 2 etapas
- Tour de France 1935: 17º classificação geral, vencedor de 1 etapa
- Tour de France 1938: 30º classificação geral, vencedor de 1 etapa